# Zarautz Kirol Elkartea
Lo Zarautz Kirolel Kartea è una società calcistica con sede a Zarautz, nei Paesi Baschi, in Spagna. 
Gioca nella Tercera División, la quarta serie del campionato spagnolo.

## Tornei nazionali
- 2ª División: 0 stagioni
- 2ª División B: 0 stagioni
- 3ª División: 5 stagioni

## Stagioni
| Stagione    | Categoria           | Posizione |
| ----------- | ------------------- | --------- |
| dal 1944-45 | Cat. regionali      | —         |
| al 1989-90  | Cat. regionali      | —         |
| 1990/91     | 3ª                  | 13°       |
| dal 1991-91 | Cat. regionali      | —         |
| al 2006-07  | Cat. regionali      | —         |
| 2007/08     | 3ª                  | 16°       |
| 2008/09     | 3ª                  | 17°       |
| 2009/10     | Regional Preferente | 1°        |
| 2010/11     | 3ª                  | 13°       |
| 2011/12     | 3ª                  | -         |